# Bathytropa tuberculata
Bathytropa tuberculata is een pissebed uit de familie Bathytropidae. De wetenschappelijke naam van de soort is voor het eerst geldig gepubliceerd in 1908 door Racovitza.